# Gleichnis von der kostbaren Perle

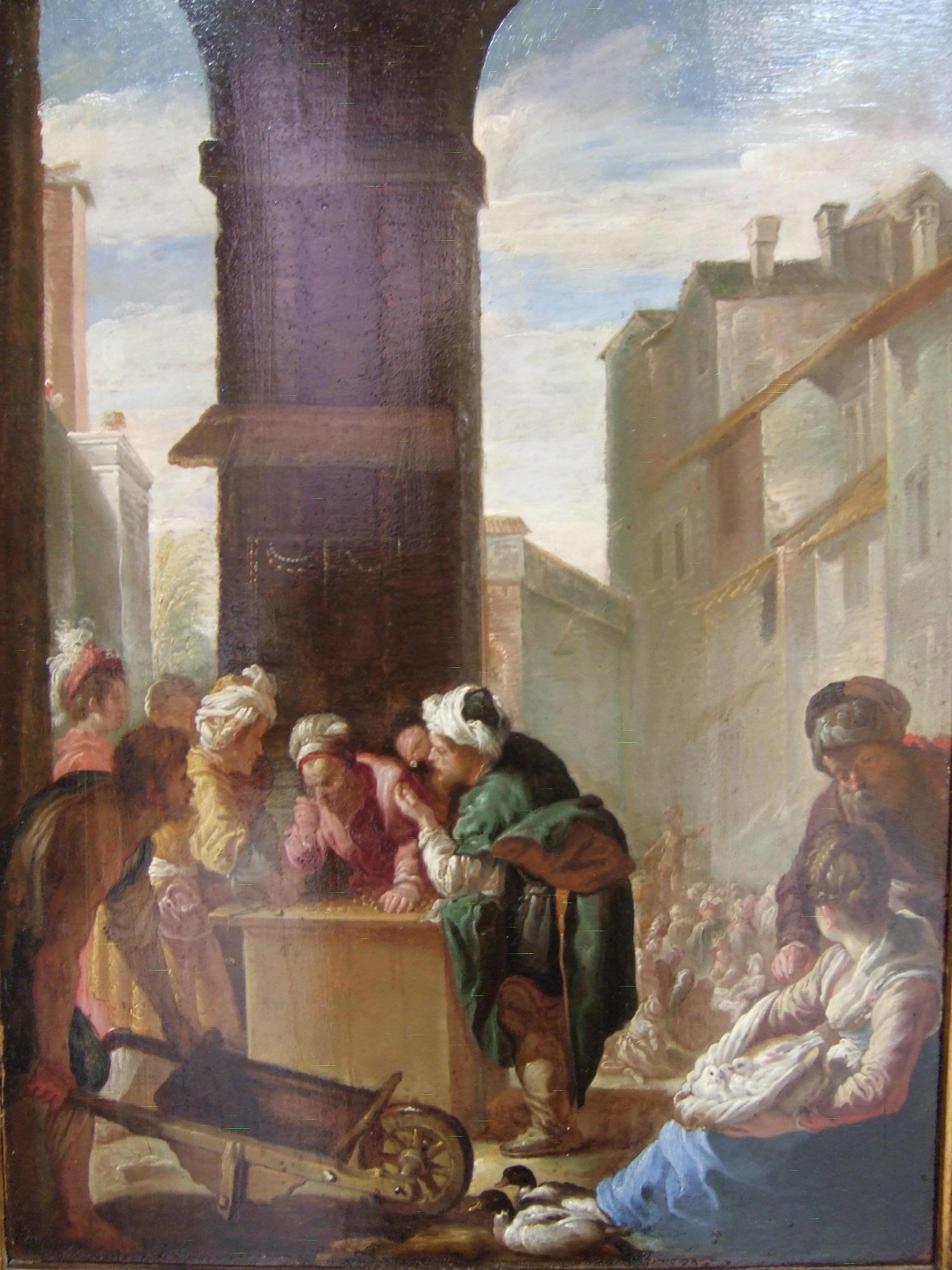
Gemälde Das Gleichnis von der köstlichen Perle von Domenico Fetti

Das von Jesus von Nazaret erzählte Gleichnis Von der kostbaren Perle wird in den Evangelien im Neuen Testament der Bibel einzig durch das Evangelium nach Matthäus (Mt 13,45–46 ) überliefert und gehört somit zum Matthäischen Sondergut. Eine Variante dieses Gleichnisses ist auch im nichtkanonischen Thomasevangelium in Logion 76 zu finden.

## Inhalt
Jesus sagt, das Himmelreich gleiche einem Kaufmann, der gute Perlen suchte und auch schließlich eine kostbare Perle fand. Daraufhin verkaufte er alles, was er hatte, um diese kostbare Perle erwerben zu können.

## Deutung
Es gibt mehrere Deutungsvarianten für die kostbare Perle. Eine Möglichkeit ist, die Perle als Sinnbild für Christus anzusehen.
Des Weiteren wird die Perle aber auch als Heilszusage, als Gottesgeburt in der Seele, als Mahnung, das Himmelreich dem Irdischen voranzustellen, oder nach Augustinus mit der Liebe zum Bruder und zu Gott gleichgestellt.
Das Gleichnis schließt sich direkt an das Gleichnis vom Schatz im Acker an und ähnelt diesem in Aufbau und Aussage.

## Künstlerische Rezeption
Verschiedene Künstler haben das Gleichnis rezipiert, unter anderem der italienische Maler des Barock Domenico Fetti, dessen Gemälde Das Gleichnis von der köstlichen Perle im Kunsthistorischen Museum in Wien zu sehen ist.